# Cantonul Châteaumeillant
Cantonul Châteaumeillant este un canton din arondismentul Saint-Amand-Montrond, departamentul Cher, regiunea Centru, Franța.

## Comune
| Comune                      | Populație (1999) | Cod poștal | Cod INSEE |
| --------------------------- | ---------------- | ---------- | --------- |
| Beddes                      | 94               | 18370      | 18024     |
| Châteaumeillant             | 2 058            | 18370      | 18057     |
| Culan                       | 822              | 18270      | 18083     |
| Préveranges                 | 665              | 18370      | 18187     |
| Reigny                      | 266              | 18270      | 18192     |
| Saint-Christophe-le-Chaudry | 133              | 18270      | 18203     |
| Saint-Jeanvrin              | 150              | 18370      | 18217     |
| Saint-Maur                  | 295              | 18270      | 18225     |
| Saint-Priest-la-Marche      | 243              | 18370      | 18232     |
| Saint-Saturnin              | 466              | 18370      | 18234     |
| Sidiailles                  | 331              | 18270      | 18252     |